# Пол Акерлі
Пол Акерлі (англ. Paul Ackerley, 16 травня 1949 — 3 травня 2011) — новозеландський хокеїст на траві.
Олімпійський чемпіон 1976 року.